# Вайда, Мариян
Мариян Вайда (хорв. Marijan Vajda; 1920, Загреб — 1997, Мюнхен) — сербский кинорежиссёр хорватского происхождения.

## Биография
Сын хорвата и словенки, племянник известного хорватского фотографа Антонии Кулчар. По настоянию родителей начал изучать право в Загребском университете, однако учёбу прервала Вторая мировая война. По окончании войны решил посвятить себя кинематографу, для чего в 1949 году перебрался в Белград и поступил на работу на армейскую киностудию «Застава-фильм». С 1951 г. работал на студии «Авала-фильм», дебютировав 10-минутным короткометражным спортивным фильмом «Полёт на лыжах» (сербохорв. Let na skijama, совместно с Миленко Стояновичем). За последующие 10 лет снял около 25 короткометражных чёрно-белых документальных фильмов, рекламирующих природные туристические достопримечательности Югославии, а также множество рекламных роликов.
В 1960 г. снял первый полнометражный игровой фильм — комедию «Коммунальная квартира» (серб. Заједнички стан) по сценарию Драгутина Добричанина на основе его одноимённой пьесы. Лента имела значительный успех у югославского зрителя и стала одним из ярких образцов популярно-коммерческой линии в югославском кино, противопоставившей себя изощрённому авторскому кинематографу. За ней последовала другая комедийная лента, «Переборчивая невеста» (серб. Избирачица, по одноимённой пьесе Косты Трифковича) и полнометражный документальный фильм о футбольном клубе «Црвена Звезда».
В 1962 г., также по сценарию Добричанина, Вайда снял художественно-документальный музыкальный фильм «Шеки снимает, берегись!» (сербохорв. Šeki snima – pazi se!; 1962) с футболистом Драгославом Шекуларацом и певицей Лолой Новакович в главных ролях. Фильм потерпел неудачу в прокате и вызвал скандал: лента была объявлена критиками недопустимо низкокачественной, а режиссёр исключён из Союза кинематографистов. После этого Вайда практически потерял возможность работы в югославском кинематографе и в 1970 году вместе с женой и сыном покинул страну, выехав в Австрию, где жила его тёща.
На протяжении 1970-х гг. Вайда работал в Германии и Швейцарии как режиссёр эксплуатационного кино, подписываясь преимущественно псевдонимом Марио д’Алькала (нем. Mario d’Alcala), образованным от девичьей фамилии его жены. На его счету слегка переработанные германоязычные версии американских фильмов «Легенда о потерянной богине» Джонатана Лукаса (под названием «Путешествие к богине секса», нем. Die reise zur Sex Göttin; 1970) и «Угадайте, что случилось с графом Дракулой» Лоуренса Меррика (под названием «Похотливые вампиры Дракулы», нем. Draculas lüsterne Vampire; 1971), в том же 1971 г. он снял эротическую комедию «Развесёлый домик» (нем. Das bumsfidele Häuschen). Последняя и наиболее значительная режиссёрская работа Вайды, которую он подписал собственным именем, — трэш-хоррор «Москито-насильник» (нем. Mosquito der Schänder, в США «Жажда крови», англ. Bloodlust; 1976) с Вернером Похатом в главной роли; ассистентом режиссёра выступил в этой работе его сын, Мариян Давид Вайда.